# East Redonda Island
East Redonda Island ist eine Insel zwischen dem Festland der kanadischen Provinz British Columbia und Vancouver Island. Sie gehört zum Strathcona Regional District.
Sie gehört zu den Discovery Islands und liegt am Ende des Toba Inlet.
|                                          | Pryce Channel → Toba Inlet                  | Pendrell Sound             |
| Waddington Channel → West Redonda Island | Kompassrose, die auf Nachbargemeinden zeigt | Homfray Channel → Festland |
|                                          | Desolation Sound                            |                            |

Mit dem Mount Addenbroke bestimmt ein 1591 m hoher Berg das Ökosystem der Insel. Zum Schutz dieses besonderen Ökosystems wurde 1971 im Osten der Insel das 6.182 ha große Waldschutzgebiet East Redonda Island Ecological Reserve eingerichtet.

## Geschichte
Die Insel wurde 1792 bei der Expedition von Dionisio Alcalá Galiano und Cayetano Valdés y Flores entdeckt und Isla Redonda genannt, was übersetzt Runde Insel heißt.